# Zovencedo
Zovencedo är en ort och kommun i provinsen Vicenza i regionen Veneto i Italien. Kommunen hade 771 invånare (2018).